# Kanton Granville
Kanton Granville (francouzsky Canton de Granville) je francouzský kanton v departementu Manche v regionu Normandie. Po reformě kantonů v roce 2014 je tvořen 4 obcemi, do té doby sestával z 7 obcí.

## Obce kantonu
- Donville-les-Bains
- Granville
- Saint-Pair-sur-Mer
- Yquelon